# Erwin Vetter
Erwin Vetter (Schönebeck, 1919. november 30. – 2007. január 14.) német nemzetközi labdarúgó-játékvezető. Polgári foglalkozása: városi tanácsos.

## Pályafutása

### Nemzeti játékvezetés
1960-ban lett hazája legfelső szintű labdarúgó-bajnokságának játékvezetője.

### Nemzetközi játékvezetés
Az NDK labdarúgó-szövetségének Játékvezető Bizottsága (JB) 1963-ban terjesztette fel nemzetközi játékvezetőnek, a Nemzetközi Labdarúgó-szövetség (FIFA) bíróinak keretébe. Több nemzetek közötti válogatott- és klubmérkőzést vezetett. Az aktív nemzetközi játékvezetéstől 1968-ban vonult vissza.

#### Világbajnokság
Anglia volt a VIII., az 1966-os labdarúgó-világbajnokság döntő mérkőzéseinek házigazdája:
a csoportselejtezőkben 1965. május 27-én, a Finnország–Skócia (1:2) mérkőzést vezette. Vezetett mérkőzéseinek száma: 1.

#### Európa-bajnokság
Olaszországban, Róma adott otthont a III., az 1968-as labdarúgó-Európa-bajnokság  döntő küzdelmeinek. A csoportmérkőzések sorozatában:
a 7. csoportban 1966. október 2-án Szczecinben, a Miejski Stadionban, 25 000 néző előtt, a Lengyelország–Luxemburg (4:0) összecsapáson lehetett bíró.
az 1. csoportban 1967. november 22-én Prágában, az Eden Stadionban, 8000 néző előtt, a  Csehszlovákia–Írország (1:2) találkozót vezette.
A csoportselejtezők befejezése után, az egyik negyeddöntőt:
1968. április 6-án Marseille-ben, a Vélodrome Stadionban, 35 423  néző előtt, a Franciaország–Jugoszlávia (1:1) első mérkőzést koordinálta. Vezetett mérkőzéseinek száma: 3.

## Sportvezetőként
Az NDK JB elnökeként tevékenykedett.

## Sikerei, díjai
Az NDK JB felterjesztésére az országos sporthivatal, a nemzeti- és nemzetközi játékvezetés terén elért eredményeiért  Érdemes mester sportelismerésben részesítette.